# Teugelkwartelduif
De teugelkwartelduif (Zentrygon frenata synoniem: Geotrygon frenata) is een vogel uit de familie Columbidae (duiven).

## Verspreiding en leefgebied
Deze soort komt voor van westelijk Colombia tot noordwestelijk Argentinië en telt vier ondersoorten:
- Z. f. bourcieri: westelijk Colombia en westelijk en oostelijk Ecuador.
- Z. f. subgrisea: zuidwestelijk Ecuador en noordwestelijk Peru.
- Z. f. frenata: van noordelijk Peru tot centraal Bolivia.
- Z. f. margaritae: van zuidelijk Bolivia tot noordwestelijk Argentinië.